# Андреев, Михаил Львович
Михаи́л Льво́вич Андре́ев (Ше́йнкман; 1903—1988) — начальник 2-го отдела 3-го управления (Управления транспорта и связи) НКВД СССР, старший майор государственной безопасности (1935).

## Биография
Родился в еврейской семье возчика. В РКП(б) с августа 1919 г. (член РКСМ в 1918–1922 гг.). Начальное образование, на подпольной комсомольской и партийной работе, заведующий книжным складом Мозырского подпольного горкома КП(б) Белоруссии и Литвы с августа 1919 г. до июля 1920 г.
После освобождения Белоруссии в органах ЧК в Мозырском уезде (уполномоченный и заместитель начальника политбюро), Минске (следователь Белорусской ЧК), Бобруйском уезде (заместитель начальника и начальник политбюро ЧК Бобруйского уезда), вновь в Мозыре (начальник политбюро ЧК Мозырского уезда). С 1923 г. в Секретном отделе Полномочного представительства (ПП) ОГПУ по Западному краю, ПП ОГПУ по Белорусскому военному округу (уполномоченный, начальник отделения, помощник начальника отдела). В 1929–1930 гг. начальник СО ПП ОГПУ по Западной области в Смоленске.
С января 1931 в центральном аппарате ОГПУ как начальник 5-го отделения Секретного отдела, с марта 1931 после организации Секретно-политического отдела (СПО) ОГПУ помощник начальника 4-го отделения. В сентябре того же года назначен начальником Тверского оперсектора ОГПУ. С апреля 1934 заместитель полпреда ОГПУ по Центрально-Чернозёмной области (с июля 1934 заместитель начальника Управления НКВД Воронежской области С. С. Дукельского). С октября 1936 заместитель начальника УНКВД (с января 1937 г. заместитель народного комиссара внутренних дел) Казахской ССР Л. Б. Залина (под его начальством М. Л. Андреев работал в Минске и Смоленске). В августе 1937 г. переведён в центральный аппарат НКВД на пост заместителя начальника 6-го (транспортного) отдела ГУГБ НКВД СССР, с марта 1938 после реорганизации начальник 2-го отдела 3-го управления (с сентября 1938 Главного транспортного управления) НКВД СССР до июня 1939 г.
С 1939 работал на руководящих постах в охране оборонных предприятий, заместитель директора 1-го Государственного подшипникового завода (ГПЗ-1), начальник Центрального управления ВОХР и ПВО народных комиссариатов среднего машиностроения и танковой промышленности, Министерства сельскохозяйственного машиностроения СССР до ноября 1948 г. С 1949 начальник Московской конторы Главмосстроя МПС СССР до февраля 1953 г. С 1954 г. адвокат юридической консультации Первомайского района Москвы. С февраля 1974 г. на пенсии, умер в декабре 1988 г.

### Звания
- старший майор ГБ, 29.11.1935.

### Награды
- орден Красного Знамени, 4.02.1967;
- орден Трудового Красного Знамени Белорусской ССР, 9.02.1930;
- два ордена Красной Звезды (19.12.1937, 16.09.1945[3]);
- знак «Почётный работник ВЧК–ГПУ (V)» № 530;
- знак «Почётный работник ВЧК–ГПУ (XV)», 20.12.1932;
- 10 медалей;
- медаль «За трудовую доблесть», 20.01.1943[4];
- знак «50 лет пребывания в КПСС», 28.01.1978.[5]